# Final da Liga dos Campeões da UEFA de 2019–20
A Final da Liga dos Campeões da UEFA de 2019–20 foi a 65ª edição da decisão da principal competição de clubes da Europa e a 28ª final desde que a competição deixou de ser chamada Copa dos Clubes Campeões Europeus e passou a chamar-se Liga dos Campeões da UEFA. Foi disputada em 23 de agosto no Estádio da Luz, em Lisboa, Portugal.
O vencedor da partida irá jogar a Supercopa da UEFA de 2020 contra a equipe vencedora da Liga Europa da UEFA de 2019–20. A mesma também se qualificará a Copa do Mundo de Clubes da FIFA de 2020 como representante da UEFA.

## Local
Um concurso aberto foi lançado em 22 de setembro de 2017 pela UEFA para selecionar os locais das finais da Liga dos Campeões da UEFA, Liga Europa e Liga dos Campeões da UEFA Feminino em 2020. As federações tinham até 31 de outubro de 2017 para manifestar interesse e dossiês de candidatura deve ser apresentado até 1 de março de 2018. Não foi permitido as federações anfitriãs de jogos da Eurocopa de 2020 participar do processo seletivo da sede.
A UEFA anunciou em 24 de maio de 2017 que duas associações expressaram interesse em receber a final. E em 3 de novembro de 2017 a UEFA confirmou oficialmente as duas associações concorrentes para receber a final.
| País     | Estádio                  | Cidade   | Capacidade | Notas                                                    |
| -------- | ------------------------ | -------- | ---------- | -------------------------------------------------------- |
| Portugal | Estádio da Luz           | Lisboa   | 65 647     | Estádio da Final da Liga dos Campeões da UEFA de 2013–14 |
| Turquia  | Estádio Olímpico Atatürk | Istambul | 76 092     | Estádio da Final da Liga dos Campeões da UEFA de 2004–05 |

O Estádio Olímpico Atatürk foi selecionado pelo Comitê Executivo da UEFA durante sua reunião em Kiev, em 24 de maio de 2018, mas devido a Pandemia de COVID-19 na Europa
em 17 de junho de 2020, o Comité Executivo da UEFA escolheu o Estádio da Luz para sediar a final em 2020, repassando Istambul para 2021.

## Caminho até a final
Nota: Em todos os resultados abaixo, os gols dos finalistas é dado primeiro (C: casa; F: fora).
| Pos. | Equipe              | Pts |
| ---- | ------------------- | --- |
| 1    | Paris Saint-Germain | 16  |
| 2    | Real Madrid         | 11  |
| 3    | Brugge              | 3   |
| 4    | Galatasaray         | 2   |

| Pos. | Equipe            | Pts |
| ---- | ----------------- | --- |
| 1    | Bayern de Munique | 18  |
| 2    | Tottenham         | 10  |
| 3    | Olympiacos        | 4   |
| 4    | Estrela Vermelha  | 3   |

## Pré-jogo

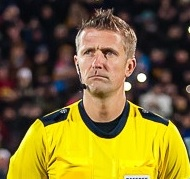
O italiano Daniele Orsato foi o árbitro da final.

### Identidade
A identidade original da final da UEFA Champions League de 2020 foi revelada no sorteio da fase de grupos em 29 de agosto de 2019.

### Embaixador
O embaixador da final de Istambul original é o ex-internacional turco Hamit Altıntop, que terminou como vice-campeão na Liga dos Campeões da UEFA de 2009-10 com o Bayern de Munique, além de vencer a Taça Intertoto de 2003 e 2004 com o Schalke 04.

### Árbitros
Em 20 de agosto de 2020, a UEFA nomeou o italiano Daniele Orsato como árbitro da final. Orsato é árbitro da FIFA desde 2010 e foi anteriormente o quarto árbitro na final da UEFA Europa League de 2019. Ele também foi árbitro assistente de vídeo assistente na final da Copa do Mundo FIFA de 2018. Ele também foi árbitro assistente adicional no UEFA Euro 2016 e árbitro assistente de vídeo na Copa do Mundo FIFA 2018 . Ele será acompanhado por quatro de seus compatriotas, com Lorenzo Manganelli e Alessandro Giallatini como árbitros assistentes, Massimiliano Irrati como árbitro assistente de vídeo e Marco Guidacomo oficial assistente do VAR. O quarto árbitro é Ovidiu Hațegan, da Romênia, enquanto os espanhóis Roberto Díaz Pérez del Palomar e Alejandro Hernández Hernández servirão como árbitros de apoio VAR e VAR, respectivamente.

## Partida
| 23 de agosto de 2020 | Paris Saint-Germain | 0 – 1     | Bayern de Munique | Estádio da Luz, Lisboa                 |
| 20:00 (UTC+1)        |                     | Relatório | Coman 59'         | Público: 0 Árbitro: ITA Daniele Orsato |

| Paris Saint-Germain | Bayern de Munique |

| G             | 1  | Keylor Navas            |
| LD            | 4  | Thilo Kehrer            |
| Z             | 2  | Thiago Silva 83'        |
| Z             | 3  | Presnel Kimpembe        |
| LE            | 14 | Juan Bernat 80'         |
| M             | 21 | Ander Herrera 72'       |
| V             | 5  | Marquinhos              |
| M             | 8  | Leandro Paredes 52' 65' |
| PD            | 11 | Ángel Di María          |
| A             | 7  | Kylian Mbappé           |
| PE            | 10 | Neymar 82'              |
| Substitutos:  |    |                         |
| G             | 16 | Sergio Rico             |
| G             | 30 | Marcin Bułka            |
| LE            | 20 | Layvin Kurzawa 85' 80'  |
| Z             | 22 | Abdou Diallo            |
| Z             | 25 | Mitchel Bakker          |
| LD            | 31 | Colin Dagba             |
| M             | 6  | Marco Verratti 65'      |
| M             | 19 | Pablo Sarabia           |
| M             | 23 | Julian Draxler 72'      |
| A             | 27 | Idrissa Gueye           |
| A             | 17 | Choupo-Moting 80'       |
| A             | 18 | Mauro Icardi            |
| Técnico:      |    |                         |
| Thomas Tuchel |    |                         |

| G                 | 1  | Manuel Neuer          |
| LD                | 32 | Joshua Kimmich        |
| Z                 | 17 | Jérôme Boateng 25'    |
| Z                 | 27 | David Alaba           |
| LE                | 19 | Alphonso Davies 28'   |
| V                 | 6  | Thiago 86'            |
| V                 | 18 | Leon Goretzka         |
| M                 | 22 | Serge Gnabry 52' 68'  |
| M                 | 25 | Thomas Müller 90+4'   |
| M                 | 29 | Kingsley Coman 68'    |
| A                 | 9  | Robert Lewandowski    |
| Substitutos:      |    |                       |
| G                 | 26 | Sven Ulreich          |
| G                 | 39 | Ron-Thorben Hoffmann  |
| LD                | 2  | Álvaro Odriozola      |
| Z                 | 4  | Niklas Süle 56' 25'   |
| LD                | 5  | Benjamin Pavard       |
| Z                 | 21 | Lucas Hernández       |
| M                 | 8  | Javi Martínez         |
| M                 | 10 | Philippe Coutinho 68' |
| M                 | 11 | Mickaël Cuisance      |
| M                 | 14 | Ivan Perišić 68'      |
| A                 | 24 | Corentin Tolisso 86'  |
| A                 | 35 | Joshua Zirkzee        |
| Técnico:          |    |                       |
| Hans-Dieter Flick |    |                       |

Assistentes: 

 Lorenzo Manganelli

 Alessandro Giallatini

Quarto árbitro:

 Ovidiu Hațegan

Árbitro assistente de vídeo:

 Massimiliano Irrati

Assistentes do árbitro assistente de vídeo:

 Marco Guida

 Roberto Díaz Pérez del Palomar

Árbitro assistente de vídeo para impedimentos:

 Alejandro Hernández Hernández
|  | Regulamento - 90 minutos. - 30 minutos de prorrogação caso haja empate no tempo normal. - Persistindo o empate, o vencedor será decidido nas penalidades máximas. - Doze jogadores substitutos. - Máximo de cinco substituições, com uma sexta sendo permitida em caso de prorrogação. |